# Lokve (Alibunar, Srbija)
Lokve (ćir.: Локве, rum. Sân Mihai) je naselje u općini Alibunar u Južnobanatskom okrugu u Vojvodini, naseljeno Rumunjima.

## Stanovništvo
U naselju Lokve živi 2.002 stanovnika, od toga 1.683 punoljetnih stanovnika, a prosječna starost stanovništva iznosi 44,1 godina (43,0 kod muškaraca i 45,3 kod žena). U naselju ima 620 domaćinstava, a prosječan broj članova po domaćinstvu je 3,23.
Prema popisu iz 1991. godine u naselju je živjelo 2.973 stanovnika.
| Etnički sastav 2002. |            |        |
| Narod                | Stanovnika | %      |
| Rumunji              | 1.819      | 90,85% |
| Romi                 | 111        | 5,54%  |
| Srbi                 | 33         | 1,64%  |
| Makedonci            | 8          | 0,39%  |
| Slovaci              | 5          | 0,24%  |
| Mađari               | 5          | 0,24%  |
| Muslimani            | 4          | 0,19%  |
| Jugoslaveni          | 4          | 0,19%  |
| Hrvati               | 2          | 0,09%  |
| ostali               | 3          | 0,12%  |
| nepoznato            | 4          | 0,19%  |

| broj stanovnika | 4184  | 4246  | 4243  | 3826  | 3511  | 2973  | 2002  |
|                 | 1948. | 1953. | 1961. | 1971. | 1981. | 1991. | 2001. |

## Vanjske poveznice
- Službena stranica naselja  Arhivirana inačica izvorne stranice od 27. ožujka 2010. (Wayback Machine)
- Karte, udaljenosti i vremenska prognoza  Arhivirana inačica izvorne stranice od 4. rujna 2007. (Wayback Machine)
- [neaktivna poveznica]